# Blé meunier d'Apt
Le blé meunier d'Apt est une variété traditionnelle de blé, dite aussi « touselle blanche de Pertuis », qui a été retrouvée et identifiée, en 1985, chez un agriculteur retraité de Buoux, par les techniciens du Parc naturel régional du Luberon qui la firent immédiatement multiplier.

## Historique

Produit du parc naturel régional du Luberon

Ce blé était considéré au début du XIXe siècle comme « une espèce de première valeur alimentaire » pour les pâtisseries et en particulier les pompes à l'huile. Sa farine est pauvre en gluten comme toutes celles issues des vieilles variétés de blé. Elle entre désormais dans la composition du galapian, pâtisserie du Luberon à base d’amandes, miel de lavande, melon et bigarreau confit. Sur les pains utilisant cette farine, des marques en étoiles sont réalisées, autant sur les boules que sur les pavés. Ils sont farinés et pourvus d’une pastille azyme avec le logo « Produit du parc naturel régional du Luberon ». Depuis le 17 avril 1995, le comité de l'Arche du Goût, antenne française du mouvement international Slow Food, lors de ses assises tenues à l'Université du vin de Suze-la-Rousse a consacré ce blé « sentinelle du goût », en même temps que l'épeautre de Sault et la brousse du Rove.

## Classification
Le blé meunier d'Apt est une variété ancienne, traditionnelle, de blé tendre, ou froment (Triticum aestivum L. subsp. aestivum). Il a été identifié par le botaniste Claude-Charles Mathon comme une variété, au sens botanique du terme, Triticum v. muticum alborubrum Körn., mais pour d'autres on devrait le considérer comme un cultivar, noté Triticum vulgare cv. ‘Blé meunier d’Apt’.